# Massenmotorisierung
Mit der Massenmotorisierung bezeichnet man die Ausstattung großer Bevölkerungsteile mit motorisierten Fortbewegungsmitteln. Gemeint ist stets der motorisierte Individualverkehr. In Mittel- und Westeuropa begann die Massenmotorisierung nach dem Zweiten Weltkrieg, insbesondere ab den 1950er Jahren, als in Deutschland das Wirtschaftswunder einsetzte.

## Kennzeichen
Als wesentliche Kennzeichen für Massenmotorisierung werden zwei Größen herangezogen, der Anteil des motorisierten Individualverkehrs an der Personenverkehrsleistung einerseits und der Kraftfahrzeugbestand andererseits. Es ist allerdings nicht eindeutig festgelegt, welche Schwellenwerte jeweils erreicht werden müssen, damit von Massenmotorisierung gesprochen werden kann.
Beim Anteil des motorisierten Individualverkehrs an der Personenverkehrsleistung wird ein Anteil von über 50 % als sicheres Anzeichen für Massenmotorisierung angenommen. Dieser Wert wurde in Deutschland im Laufe der 1950er Jahre überschritten, als der Pkw-Bestand von etwa 100 Fahrzeugen je 1000 Einwohnern erreichte. Andere Autoren geben einen Bestand von 250 Pkw je 1000 Einwohner als Grenze zur Massenmotorisierung an. Dieser Motorisierungsgrad wurde in Westeuropa um 1970 erreicht. Ermöglicht wurde die Massenmotorisierung durch die erstmalige Herstellung erschwinglicher, einfacher Pkw in großer Zahl wie in Deutschland den VW Käfer bzw. Trabant, durch welche sich der Charakter des Automobils vom Luxus- zum Massengut wandelte. Dies war bewusstes politisches Ziel etwa im Dritten Reich mit der Herstellung des „Volkswagens“ oder in der DDR mit einem Beschluss von 1954, demnach der PKW als Konsumgut aufzufassen sei.
Erstmals wurde Massenmotorisierung in den USA durch den Ford Modell T realisiert. In anderen Ländern erfolgte sie erheblich später, viele Länder sind bis heute nicht massenmotorisiert. Einige Länder erlebten eine besonders rasante Entwicklung der Automobilindustrie. Unter anderem trifft dies auf Japan zu. Hier wurden noch Ende der 1950er Jahre nicht-vollwertige Kleinwagen mit drei Rädern und Zweitaktmotor konstruiert. Wenige Jahre später stieg das Land mit Marken wie Toyota und Mazda zum bedeutenden Automobilhersteller auf.

## Bestand in Deutschland
siehe Wirtschaftszahlen_zum_Automobil/Deutschland#Kraftfahrzeugbestand
1925 gab es jeweils knapp 100.000 Motorräder und PKW in Deutschland, 1938 waren 857.000 Kräder und 715.000 Autos unterwegs. Nach dem Krieg wurde Deutschland zeitweise zum größten Motorrad-Produzenten der Welt. 1955 war der Bestand auf 5,4 Mio. Kraftfahrzeuge angewachsen, davon 2,5 Mio. Kräder, 1,7 Mio. PKW, und eine gute Million Nutzfahrzeuge. Bereits 1970 war die Gesamtzahl verdreifacht, dabei die Kräder mit 0,2 Mio. fast verschwunden, Nutzfahrzeuge mehr als verdoppelt. Die 14 Mio. PKW verdoppelten sich bis zum Mauerfall, seit 2016 sind es über 45 Millionen.

## Ursachen für Massenmotorisierung
- Erdölförderung in Deutschland war stets geringer als die Nachfrage, Zugang zu ausländischen Quellen war in und zwischen zwei Weltkriegen strittig, nach 1945 durch Westeinbindung der BRD dort erstmals Zugang zu günstigem Ölimporten, dadurch Umstellung von Lokomotiven und Heizungen von heimischer Kohle auf Öl in den 1960er Jahren
- Technologische Entwicklung (führte zur Verfügbarkeit erschwinglicher Fahrzeuge und entsprechender Infrastruktur für Straßen, Tankstellen etc.)
- Ökonomische Entwicklungen (steigende Einkommen, geänderte Produktionsformen z. B. just in time)
- Demografische Entwicklungen (Bevölkerungswachstum, kleinere Haushalte)
- Institutionelle Entwicklungen (v. a. zur Trennung von Wohnen und Arbeiten, Charta von Athen)
- Kulturelle Entwicklungen (Individualisierung aber auch Emanzipation der Frau, geänderte Freizeitaktivitäten, Zunahme der Arbeitsteilung und die daraus resultierenden Personen- und Gütertransporte)
- Auffassung des eigenen Kraftfahrzeugs als Statussymbol
- politisch beeinflusste Trends (Individualmotorisierung versus ÖPNV bzw. Fernverkehr)
- Wohnpräferenzen („Eigenheim im Grünen“) und entsprechende Ausweisung neuer Siedlungsflächen

## Gegenwärtige Situation
In Zusammenhang mit Fragen des Umweltschutzes, des Klimawandels, aber auch der städtischen Lebensqualität wird seit den 1980er Jahren zunehmend über Alternativen zum motorisierten Individualverkehr diskutiert. Ein Aspekt bei dieser Verkehrswende ist die schwindende Bedeutung des eigenen PKW als Statussymbol. War das eigene Auto im 20. Jahrhundert ein Aushängeschild für persönlichen Erfolg, deutet sich an, dass auch durch Verbreitung von Internet und mobilen Kommunikationsgeräten die dargestellte Priorisierung verloren geht. Inwiefern sich diese Entwicklung auf das Vorhandensein von Massenmotorisierung auswirkt, ist gegenwärtig noch nicht bestimmbar. Festzustellen ist seit den 1990er Jahren eine deutliche Zunahme des Carsharings und der Autovermietung.